# 大槻丈一郎
大槻 丈一郎（おおつき じょういちろう、4月10日 - ）は、日本の男性声優。大阪府出身。青二プロダクション所属。

## 略歴
小学生のころに『天空の城ラピュタ』のムスカ大佐に魅了され、声優を意識するようになる。
大阪芸術大学放送学科声優コース卒業。

## 人物
方言は大阪弁。
趣味は鉄道旅行、ゲーム（特にシューティング、レーシング）、サイクリング、ハンバーガー食べ歩き。特技はゲーム、柔道（初段）、声真似（特にボイスチェンジャーの声真似）。
2023年時点で今後演じてみたいキャラクターとして、「主人公はもちろんですが、やっぱり『ムスカ大佐』みたいな悪役のお約束をしっかり詰め込んだキャラクターを演じたいです」と語っている。また、25年後は誰もが心を奪われていく究極の役者でありたいと語っている。
自身のキャッチコピーは「地獄の底から声を出す男」。
声の仕事以外でやってみたい仕事は「鉄道員」と語ってる。

## 出演

### テレビアニメ
2022年
- ONE PIECE（2022年 - 2025年、海賊、ホーキンスの部下、ギフターズ、カイドウ軍、レック 他）

2023年
- トニカクカワイイ（ガラの悪い客）
- 冒険大陸 アニアキングダム（ゴッツ）
- 逃走中 グレートミッション（2023年 - 2025年、男性、警備兵、主人、警備員、警部 他）

2024年
- SHY 東京奪還編
- この世界は不完全すぎる（村人）
- 狼と香辛料 MERCHANT MEETS THE WISE WOLF（村人）
- ザ・ファブル（警官A）
- ニンジャラ（2024年 - 2025年、黒服〈ファルコン〉、ボスピンラー）
- ドラゴンボールDAIMA（家臣）
- トリリオンゲーム（2024年 - 2025年、取締役、重役）

2025年
- キン肉マン 完璧超人始祖編（観客）
- 忍たま乱太郎（ドクタケ忍者、客、村長）
- 凍牌〜裏レート麻雀闘牌録〜（親分）
- ある魔女が死ぬまで（おじちゃん）
- LAZARUS ラザロ（スタッフ、受付）
- ゴリラの神から加護された令嬢は王立騎士団で可愛がられる（上官）
- 黒執事 -緑の魔女編-（軍人）
- ウィッチウォッチ（男、犬たち）

### 劇場アニメ
- 劇場版シティーハンター 天使の涙（2023年）
- 鬼太郎誕生 ゲゲゲの謎（2023年）
- 劇場版 忍たま乱太郎 ドクタケ忍者隊最強の軍師（2024年、ドクタケ忍者）

### Webアニメ
- 外見至上主義（2022年、先生）
- BULLET/BULLET（2025年、SSS[初出 31]）

### ゲーム
2022年
- テイルズ オブ ザ レイズ（2022年 - 2023年、観客、ゴロツキ、ギムレイ死神騎士） - 2作品

2023年
- モンスターストライク（烈火鮫、オモイカネ）
- 龍が如く7外伝 名を消した男

2024年
- エレメンタルストーリーワールド（チョウモウ）
- 不思議の幻想郷 -FORESIGHT-（大工の棟梁、若い炭鉱夫）
- ORE'N（狂獣マメダ）

2025年
- 真・三國無双 ORIGINS（太史慈）
- ドラゴンボールZ カカロット

### BLCD
- ダブルセクション（営業課長、林〈夫〉）
- ペディグリー（摩宗父、取締役）

### 吹き替え

#### 映画
- アサシン・クラブ（ヤコフ、ライダー）
- アトラス（アナウンサー）
- サラウンデッド（パイク）
- シルバー 夢の扉（ジャスパー）

#### ドラマ
- 暗黒と神秘の骨（アールグレン、ドミニク）
- フィジカル シーズン3（ステュー）
- Law and Order Organized Crime シーズン2（ルカ、フロイド、スタッツ）

### ボイスオーバー
- アイ・アム・冒険少年
- アナウメデスの法則
- 1億3000万人のSHOWチャンネル
- キョコロヒー
- THEワールドワイドショー
- シンデレラ男子
- スッキリ
- 世界一受けたい授業
- 世界¥この映像いくらですか?
- 世界の何だコレ!?ミステリー
- 背筋も凍るほわ〜い話
- それSnow Manにやらせて下さい
- タモリステーション
- デカ盛りハンター
- 橋本環奈のリベンジ旅
- まんが未知
- ラヴィット!
- run for money 逃走中

### テレビ番組
- SHOW DOWN（ナレーション）
- そこ曲がったら、櫻坂?（天の声）
- テレビ静岡開票ライブ 静岡知事選挙2024
- 鷹BAKA軍団（ナレーション）

### その他コンテンツ
- ウチの夏フェス2023どっきんムフフな夏祭り（フレッシュ夏フェス隊）
- 大和田伸也のチンボラソトゥーハン
- Kiramune Presents READING LIVE「天穹のラビアス」（青山の兄、エリアR）
- U-NEXT WHO'S NEXT DYNAMIC GLOVE BOXING vol.21（会場用NA）
- ワンピース・プレミアショー 2023（敵兵）
- ONE PIECE ON ICE 〜エピソード オブ アラバスタ〜（国王軍兵士）
- Voicy わたしの家族飼育日記（お父さん）
- タップノベル ハチ公の憂鬱（パフォーマー、観光客、酔っ払い）
- いろは SPECIAL MOVIE（2025年、御庭番衆のボス[16]）

### シリーズ一覧
1. ↑  『テイルズ オブ ザ レイズ』（2022年）、『リコレクション』（2023年）

### 初出話一覧
1. ↑  第1124話初出
2. ↑  第1035話初出
3. ↑  第1054話初出
4. ↑  第1056話初出
5. ↑  第1059話初出
6. ↑  第1065話初出
7. ↑  第2期 第9話初出
8. 1 2 3  第13話初出
9. ↑  第86話初出
10. ↑  第35話初出
11. ↑  第48話初出
12. ↑  第55話初出
13. ↑  第57話初出
14. ↑  第82話初出
15. ↑  第1話初出
16. 1 2  第20話初出
17. 1 2  第164話初出
18. ↑  第138話初出
19. ↑  第5話初出
20. 1 2  第26話初出
21. ↑  第16話初出
22. ↑  33シリーズ 第5話初出
23. ↑  33シリーズ 第12話初出
24. ↑  33シリーズ 第13話初出
25. ↑  第25話初出
26. 1 2  第4話初出
27. 1 2  第11話初出
28. ↑  第6話初出
29. ↑  第9話初出
30. ↑  第12話初出
31. ↑  第3話初出